# 니시스사촌
니시스사촌(西須佐村)은 시마네현 이시군에 설치되었던 촌이다. 현재의 이즈모시에 해당한다.